# 9274 Amylovell
9274 Amylovell este un asteroid din centura principală de asteroizi.

## Descriere
9274 Amylovell este un asteroid din centura principală de asteroizi. A fost descoperit pe 16 martie 1980 la Observatorul La Silla de Claes-Ingvar Lagerkvist. El prezintă o orbită caracterizată de o semiaxă mare de 2,63 ua, o excentricitate de 0,16 și o înclinație de 6,8° în raport cu ecliptica.